# William Kellogg
Dana William Kellogg (9 de mayo de 2000) es un deportista estadounidense que compite en luge en la modalidad doble. Ganó una medalla de  en el Campeonato Mundial de Luge de 2024, en la prueba por equipo.

## Palmarés internacional
| Campeonato Mundial | Campeonato Mundial   | Campeonato Mundial | Campeonato Mundial |
| Año                | Lugar                | Medalla            | Prueba             |
| ------------------ | -------------------- | ------------------ | ------------------ |
| 2024               | Altenberg (Alemania) | Medalla de plata   | Equipo             |